# Consiglio generale di Bucarest
Il Consiglio generale di Bucarest (in romeno Consiliul General al Municipiului București); noto anche come Consiglio popolare di Bucarest (Consiliul Popular al Municipiului București) dal 1968 al 1989, è l'organo legislativo del Municipio di Bucarest, composto da 55 consiglieri eletti ogni quattro anni.
Insieme al sindaco di Bucarest e al vicesindaco, il Consiglio generale costituisce l'autorità municipale generale di Bucarest, che è responsabile dell'amministrazione e gestione dell'intera città. Il consiglio generale è competente per quanto concerne il sistema idrico, i trasporti e i viali principali. Bucarest è inoltre divisa in sei settori, ciascuno dei quali ha un proprio consiglio di settore e un proprio sindaco. I consigli di settore sono composti da 27 seggi ciascuno mentre il sindaco di settore è responsabile degli affari locali, come strade secondarie, parchi, scuole e servizi di pulizia.

## Struttura

### 2020–2024

#### 2021–
|  | Partito                              | Seggi |
|  | ------------------------------------ | ----- |
|  | Partito Social Democratico (PSD)     | 21    |
|  | Unione Salvate la Romania (USR)      | 17    |
|  | Partito Nazionale Liberale (PNL)     | 12    |
|  | Partito del Movimento Popolare (PMP) | 5     |

#### 2020–2021
|  | Partito                                                      | Seggi |
|  | ------------------------------------------------------------ | ----- |
|  | Partito Social Democratico (PSD)                             | 21    |
|  | Partito Nazionale Liberale (PNL)                             | 12    |
|  | Unione Salvate la Romania (USR)                              | 11    |
|  | Partito della Libertà, dell'Unità e della Solidarietà (PLUS) | 6     |
|  | Partito del Movimento Popolare (PMP)                         | 5     |

### 2016–2020
|  | Partito                                        | Seggi |
|  | ---------------------------------------------- | ----- |
|  | Partito Social Democratico (PSD)               | 22    |
|  | Unione Salvate la Romania (USR)                | 15    |
|  | Partito Nazionale Liberale (PNL)               | 12    |
|  | Partito del Movimento Popolare (PMP)           | 5     |
|  | Alleanza dei Liberali e dei Democratici (ALDE) | 4     |

### 2012–2016
|  | Partito                              | Seggi |
|  | ------------------------------------ | ----- |
|  | Unione Social-Liberale (USL)         | 37    |
|  | Partito Democratico Liberale (PDL)   | 11    |
|  | Partito del Popolo (Romania) (PP-DD) | 7     |

### 2004–2008

#### 2007–2008
|  | Partito                            | Seggi |
|  | ---------------------------------- | ----- |
|  | Partito Democratico Liberale (PDL) | 19    |
|  | Partito Nazionale Liberale (PNL)   | 15    |
|  | Partito Social Democratico (PSD)   | 12    |
|  | Partito Conservatore (PC)          | 4     |
|  | Partito Grande Romania (PRM)       | 3     |
|  | Indipendente                       | 1     |

#### 2004–2007
|  | Partito                          | Seggi |
|  | -------------------------------- | ----- |
|  | Alleanza Giustizia e Verità (DA) | 32    |
|  | Partito Social Democratico (PSD) | 18    |
|  | Partito Grande Romania (PRM)     | 4     |
|  | Indipendente                     | 1     |

### 2000–2004
|  | Partito                                                 | Seggi |
|  | ------------------------------------------------------- | ----- |
|  | Partito Social Democratico (PSD)                        | 28    |
|  | Convenzione Democratica Romena (CDR)                    | 10    |
|  | Partito Democratico (PD)                                | 8     |
|  | Partito Grande Romania (PRM)                            | 5     |
|  | Unione delle Forze di Destra (UFD)                      | 4     |
|  | Partito Nazionale Liberale (PNL)                        | 4     |
|  | Alleanza per la Romania (ApR)                           | 2     |
|  | Partito Nuova Generazione - Cristiano Democratico (PNG) | 2     |
|  | Partito dei Pensionati Romeni (PPR)                     | 2     |